# Adolf Gutmann
 (juillet 2023).
Pour les articles homonymes, voir Gutmann.
Adolf Gutmann est un pianiste et compositeur allemand, né à Heidelberg le 12 janvier 1819 et mort à La Spezia le 27 octobre 1882.

## Biographie
Il est l'élève de Frédéric Chopin depuis l'âge de 15 ans, mais compose et publie déjà des œuvres dès l'âge de 13 ans. Chopin l'estime assez pour lui dédier le troisième scherzo opus 39, que Gutmann crée en 1840. Selon un autre élève de Chopin, Gutmann a la main si grande qu'en jouant l'accord très large de la sixième mesure de ce scherzo, il pourrait percer une table[réf. nécessaire].

## Œuvres
Inspiré par le style de son maître, Gutmann est l'auteur de plusieurs nocturnes, et de douze études, les Études caractéristiques qui semblent annoncer l'impressionnisme (ainsi deux de ses études s'appellent La Mer, et L'orage, et sont des répliques respectives de l'étude no 1 op. 25 de Chopin, et de la Révolutionnaire). Toutes ses œuvres ont connu un assez grand succès populaire en leur temps ; succès qui s'est estompé par la suite.
Gutmann était présent lors de l'agonie de Chopin et a établi, après sa mort, un compte rendu détaillé de leur collaboration.

## Vie privée
Son nom figure, juste en dessous de celui du facteur de piano Érard, dans le premier registre de pédérastes de la Préfecture de police de Paris, avec son adresse, 4, rue Blanche et la mention entre parenthèses de la date d’observation: 1847. Il semble avoir fait partie d’un même cercle d’amis de la bourgeoisie parisienne incluant les médecins Vallerand de la Fosse, Claude-François Michéa et Pierre Érard.

## Sources
- Theodore Baker et Nicolas Slonimsky (trad. Marie-Stella Pâris, préf. Nicolas Slonimsky), Dictionnaire biographique des musiciens [« Baker's Biographical Dictionary of Musicians »], t. 1 : A-G, Paris, Robert Laffont, coll. « Bouquins », 1995 (réimpr. 1905, 1919, 1940, 1958, 1978), 8e éd. (1re éd. 1900), 4728 p. (ISBN 2-221-06510-7), p. 1603
- Ewa Sławińska-Dahlig, "Adolphe Gutmann - ulubiony uczeń Chopina", l'introduction Jan Ekier, Warszawa (NIFC) 2013.